# Grad Miltenberg
Grad Miltenberg (nemško Miltenberg) je izginuli grad, ki se je nahajal nekje na Dolenjskem, njegova točna lokacija pa ni znana.
Prva posredna omemba gradu sega v leto 1442. Iz tega leta je namreč ohranjena listina, v kateri je zapisano, da Elizabeta Miltenberška poklanja stiškemu samostanu štiri kmetije apud Miltenberch v kraju Stany.
Lokacija kraja Stany je, prav tako kot lokacija gradu Miltenberg, sporna, saj ga nekateri zgodovinarji enačijo s krajem Stan v Mirnski dolini. Tako naj bi se grad po teh trditvah nahajal na vzpetini Debenc nad krajem Stan.
Drugi zgodovinarji grad in naselje umeščajo na vzpetino Gradišče pri Vojniku, kar naj bi potrjevali zapisi iz vojniškega urbarja iz leta 1524, ki omenjajo Miltenberg, ki naj bi ležal med Gradom Vojnik in Bezovico.